# Kilifarevo
Kilifarevo (en búlgaro: Килифарево) es una ciudad de Bulgaria en la provincia de Veliko Tarnovo.

## Geografía
Se encuentra a una altitud de 207 m s. n. m. a 228 km de la capital nacional, Sofía.

## Demografía
Según estimación 2012 contaba con una población de 1 991 habitantes.
|         | 2004  | 2005  | 2006  | 2007  | 2008  | 2009  | 2010  |
| Mujeres | 1 245 | 1 249 | 1 224 | 1 221 | 1 207 | 1 207 | 1 182 |
| Varones | 1 172 | 1 148 | 1 119 | 1 120 | 1 119 | 1 115 | 1 110 |
| Total   | 2 417 | 2 397 | 2 343 | 2 341 | 2 326 | 2 322 | 2292  |